# Reject
Reject is een split-ep van de Amerikaanse punkbands Anti-Flag en Against All Authority dat werd uitgegeven in 1996. Alle nummers van het album, met uitzondering van "When It Comes Down", werden zijn ook te horen op andere (daaropvolgende) albums van beide bands.

## Nummers
Kant A (Anti-Flag)
1. "The Truth" (Their System Doesn't Work for You) - 2:32
2. "Anti-Violent" (Their System Doesn't Work for You) - 2:57
3. "Daddy Was a Rich Man Part II" (bewerkte versie van het nummer op Die for the Government) - 1:10

Kant B (Against All Authority)
1. "Nothing To Lose" (24 Hour Roadside Resistance) - 2:04
2. "When It Comes Down" - 1:35
3. "Haymarket Square" (Nothing New for Trash Like You) - 2:08

## Muzikanten
Anti-Flag
- Justin Sane - gitaar, zang
- Andy Flag - basgitaar, zang
- Pat Thetic - drums

Against All Authority
- Danny Lore - basgitaar, zang
- Joe Koontz - gitaar, achtergrondzang
- Kris King - drums
- Tim Farout - trombone
- Joey Jukes - trompet
- Tim Coats - saxofoon